# Michele Cortese
Michele Cortese (Gallipoli, 27 settembre 1985) è un cantautore italiano, vincitore della prima edizione di X Factor Italia nel 2008 con il gruppo vocale Aram Quartet, e duplice vincitore della 56ª edizione del Festival di Viña del Mar nel 2015.

## Biografia

### Primi anni
Da ragazzo si avvicina alla musica facendo le prime esperienze nella realtà amatoriale della sua città, Gallipoli. All'età di 14 anni inizia a scrivere le sue prime canzoni e studiare canto nelle accademie private della provincia di Lecce, per poi trasferirsi diciottenne a Roma, dove studia "Storia, scienze e tecniche della musica e dello spettacolo" e canto moderno presso l'Università della Musica e privatamente con la cantante argentina Rosa Rodríguez. Nel frattempo procede con le prime esperienze professionali in qualità di corista per trasmissioni RAI, che gli permettono di accompagnare artisti come Riccardo Cocciante, Andrea Bocelli, Paolo Belli e Renzo Arbore.

### Aram Quartet
Nel 2007 insieme a Antonio Maggio, Antonio Ancora e Raffaele Simone, avvia il progetto Aram Quartet, vocal band che entra a far parte della prima edizione di X Factor. Selezionati per partecipare, finiscono nella squadra dei gruppi guidata da Morgan e dal vocal coach Gaudi. In finale, dove presentano il singolo Chi (Who), si classificano primi davanti a Giusy Ferreri, aggiudicandosi un contratto con la Sony BMG per la produzione di un album di inediti. Il 18 luglio 2008 viene pubblicato il disco d'esordio ChiARAMente, contenente alcune cover interpretate durante lo show. Nel 2009 pubblicano Il pericolo di essere liberi, un album che contiene 12 tracce inedite.

### Carriera solista
Nel 2011 ha inizio la sua carriera da solista con la pubblicazione del singolo Allergico alle ghiande, che precede l'uscita de Il teatro dei burattini, primo album in studio, completamente suonato e registrato in presa diretta e prodotto da Lucio Fabbri. L'anno seguente pubblica una rivisitazione di Storia d'amore, celebre brano del 1969 di Adriano Celentano, e intraprende una collaborazione con Franco Simone, duettando nel suo brano Riflesso, cantato anche in una versione spagnola (Reflejo) per il mercato sudamericano. Nel 2013 collabora, come interprete e curandone gli arrangiamenti vocali, al progetto Stabat Mater - Opera Rock Sinfonica, composta da Franco Simone partendo dal testo latino del XIII secolo di Jacopone da Todi, e interpretata a tre voci insieme al tenore romano Gianluca Paganelli. Il videoclip dell'omonimo brano d'apertura vince il Premio Roma Videoclip come "opera che illustra la cultura italiana nel mondo e fa avvicinare la stessa cultura al cinema". L'opera sarà poi pubblicata e distribuita nel 2015 in un album comprensivo di due bonus tracks cantate dal soprano Rita Cammarano.

Nel 2014 pubblica il secondo album solista, Vico Sferracavalli 16, che viene preceduto dal singolo La questione, il cui videoclip, con il quale sostiene l'Associazione Italiana Persone Down, viene insignito del Premio Roma Videoclip 2014 per l'"originalità e qualità artistica del lavoro, messaggio di solidarietà ed impegno sociale".

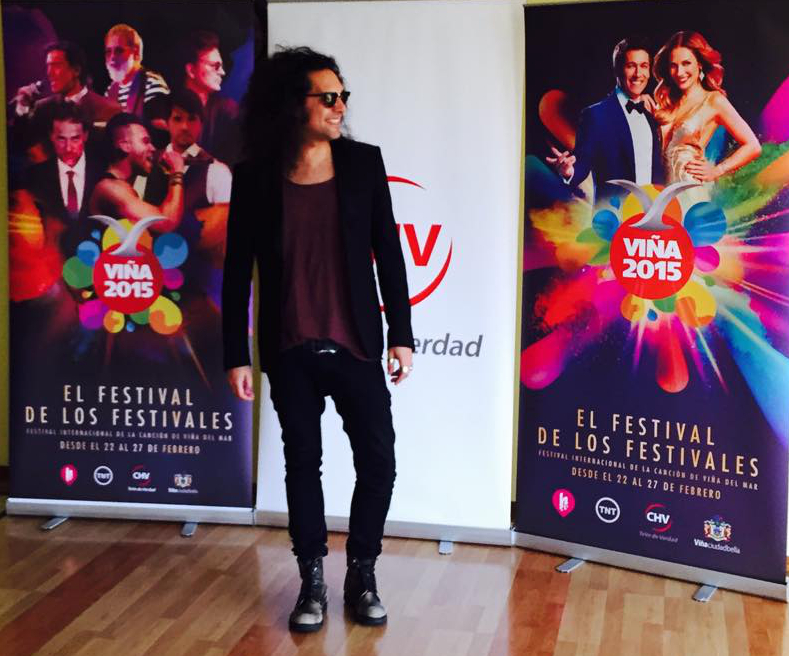
Presentazione del Festival di Viña del Mar, Cile

Nel febbraio del 2015 partecipa con il brano Per fortuna, composto da Franco Simone, alla 56ª edizione del Festival di Viña del Mar in Cile, dove vince due "Gaviotas de Plata" come migliore canzone e migliore interprete internazionale.  Il 1º aprile esce quindi Por suerte, la versione spagnola del brano, cui segue a giugno Corriendo, un nuovo singolo in spagnolo scritto a quattro mani con Simone, che viene trasmesso sulle maggiori frequenze radio cilene e suonato in altri concerti nel continente sudamericano, come quello al Movistar Arena di Santiago del Cile.
Sempre nel 2015 è assistente coach del team Simone nella prima edizione cilena del talent-show The Voice, andato in onda da giugno ad agosto su Canal 13.
Nell'estate 2016 ha inizio un tour di concerti in Italia e poi in Cile, durante il quale intervengono degli attori che recitano i "diari di bordo", scritti da Cortese sulle sue esperienze musicali nel corso dei suoi viaggi. Il tour fa da preludio al nuovo album in studio, KM0, pubblicato il 5 maggio 2018 con la KM Records, realizzato con un approccio vintage alle registrazioni (dagli strumenti utilizzati alle voci registrate su bobina).
Nel dicembre 2019 torna ad omaggiare la grande musica italiana con una propria reinterpretazione discografica di Pregherò, famoso adattamento italiano del classico di Ben E. King Stand by Me, scritto nel 1962 da Don Backy per Adriano Celentano.

#### Musical
Nel 2017 inizia a partecipare a diversi musical, sempre in Cile. A maggio è protagonista di Night in Broadway, un omaggio ad alcuni celebri musical di Broadway prodotto dall'agenzia latinoamericana Merlín Producciones, in cui interpreta il "Giuda" di Jesus Christ Superstar e l'"Erik" di The Phantom of the Opera. Da ottobre è in tour nei teatri del Cile nel musical An Angel of Music, un'opera ispirata al celebre capolavoro di Broadway The Phantom of the Opera. Nell'aprile 2018 interpreta il ruolo del "Che" nel musical Evita, che lo vede impegnato in un nuovo tour nei teatri cileni.

#### Mogol racconta Mogol
Dal 2019 è stato più volte voce protagonista del format Mogol racconta Mogol interpretando grandi successi della musica italiana scritti da Giulio Rapetti, in arte Mogol, e dallo stesso raccontati in scena in un viaggio tra musica e parole.

#### Cortese
Dal 2020 utilizza il proprio cognome come pseudonimo, iniziando un nuovo percorso artistico. Il 30 ottobre 2020 pubblica il singolo Street Food. Nel 2021 pubblica i singoli Febbre, il 15 gennaio e Hiroshima il 16 aprile. Il 2 luglio pubblica Gladiatori, singolo che anticipa Amore e Gloria, concept album uscito il 29 ottobre 2021. Nel 2022 Cortese firma un contratto discografico con l'etichetta Visory Indie e ad aprile pubblica il singolo Blues Bar. Il 17 giugno pubblica il singolo Gallipoli. Il videoclip viene interamente girato nella città salentina. Il 23 settembre 2022 esce il singolo Maldidenti, il cui videoclip è il sequel di una storia iniziata in precedenza, nella scena finale del video di Gallipoli. A novembre 2022 pubblica il singolo Molecole. Il 2 dicembre esce per Visory Indie l'EP Cuorialcolici. Con la pubblicazione dell'EP parte il Cuorialcolici Tour che fa tappa in alcuni tra i più importanti live club italiani come il Qube di Roma e il Mat di Terlizzi. Il 16 giugno 2023 pubblica il singolo L'estate del 2003, un brano nostalgico ed evocativo che ricorda l'estate del diploma. Il 22 settembre pubblica il singolo Ipermetropia, una canzone che parla di un distacco tra una persona che mette la fantasia al centro della propria esistenza e una persona stanca di sognare. A ottobre 2023 Cortese torna in Cile con un tour promozionale. Il 22 dicembre esce Nazca, il cui videoclip è girato sulla cordigliera delle Ande. Il 2024 inizia con la pubblicazione del singolo Lentiggini  a febbraio e a seguire esce Spid  ad aprile. Non mi dire è il singolo che accompagna l'estate musicale di Cortese nel 2024. 
All'inizio del 2024 inizia il Cortese Living room, un format in cui, come negli house concerts, il cantautore seduto ad un divano col pubblico a pochi centimetri di distanza racconta ed esegue in acustico le proprie canzoni. A ottobre 2024 pubblica il singolo Asfalto. Il 6 dicembre pubblica Cortese Living room, EP di sei tracce. Il 18 luglio 2025 esce il nuovo singolo Papillon interamente registrato in presa diretta nella casa del cantautore.

## Discografia

### Album
- 2011 - Il teatro dei burattini
- 2014 - Vico Sferracavalli 16
- 2018 - KM0
- 2021 - Amore e Gloria
- 2024 - Cortese Living room

#### Con gli Aram Quartet
- 2008 - ChiARAMente
- 2009 - Il pericolo di essere liberi

### EP
- 2022 - Cuorialcolici
- 2024 - Cortese Living room - L'EP

### Opere
- 2015 - Stabat Mater

### Compilation
- 2008 - X Factor Compilation 2008
- 2009 -  X Factor Christmas Album
- 2012 - Salento Calls Italy

### Singoli
- 2008 - Chi (Who) (con gli Aram Quartet)
- 2008 - Per Elisa (con gli Aram Quartet)
- 2009 - Il pericolo è il mio mestiere (con gli Aram Quartet)
- 2011 - Allergico alle ghiande
- 2011 - Ho scordato nei tuoi jeans il mio cuore
- 2012 - Storia d'amore
- 2012 - Riflesso (Reflejo) feat. Franco Simone
- 2013 - La hit del momento
- 2013 - Forse mi perdo
- 2014 - Io non sono cortese feat. Cesko (Après La Classe)
- 2014 - La questione
- 2015 - Per fortuna (Por suerte)
- 2015 - Correndo (Corriendo)
- 2016 - Madrugada (feat. Rita Cammarano)
- 2016 - Prendimi la mano
- 2016 - No pasa nada ()
- 2017 - Bella sin alma ()
- 2018 - Solo Lou Reed
- 2018 - Pregúntame ()
- 2018 - Itaca (Atacama)
- 2019 - Pregherò
- 2020 - Street Food
- 2021 - Febbre
- 2021 - Hiroshima
- 2021 - Gladiatori
- 2022 - Blues Bar
- 2022 - Gallipoli
- 2022 - Maldidenti
- 2022 - Molecole
- 2023 - L'estate del 2003
- 2023 - Ipermetropia
- 2023 - Nazca
- 2024 - Lentiggini
- 2024 - Spid
- 2024 - Non mi dire
- 2024 - Asfalto
- 2025 - Papillon

## Videografia

### Da solista
- Allergico alle ghiande - regia Davide Raia
- Ho scordato nei tuoi jeans il mio cuore - regia Davide Raia
- Storia d'amore - regia Antonio Ivagnes
- Riflesso (Reflejo ) feat. Franco Simone - regia Fabio Perrone
- La hit del momento - regia Antonio Ivagnes
- Forse mi perdo - regia di Federico Mudoni
- Io non sono cortese feat. Cesko (Après La Classe) - regia di Federico Mudoni
- La questione - regia di Federico Mudoni
- Per fortuna (Por suerte ) - regia di Federico Mudoni
- Corriendo () - regia Cristian Arroyo
- Correndo - regia di Federico Mudoni
- Madrugada - regia Giuseppe Pezzulla
- Prendimi la mano - regia Fabio Perrone
- No pasa nada () - regia Valentina Piccolo
- Bella sin alma () - regia Leonardo Negro
- Solo Lou Reed - regia Francesco Luperto
- A prescindere da noi (Live session) - regia Francesco Luperto
- Itaca (Atacama) - regia Francesco Luperto
- Pregherò - regia Francesco Luperto
- Street Food - regia Francesco Luperto
- Febbre - regia Francesco Luperto
- Hiroshima - regia Francesco Luperto
- Gladiatori - regia di Francesco Luperto
- Blues Bar - regia di Francesco Luperto
- Gallipoli - regia di Francesco Luperto
- Maldidenti - regia di Francesco Luperto
- L'estate del 2003 - regia di Francesco Luperto
- Ipermetropia - regia di Francesco Luperto
- Nazca - regia di Ronald Jeraldo
- Non mi dire - regia di Francesco Luperto
- Asfalto - regia di Francesco Luperto
- Papillon (Live session) - regia Francesco Luperto

### Con gli Aram Quartet
- Per Elisa - regia Romana Meggiolaro
- Un'emozione da poco - regia Gaetano Morbioli
- Il pericolo è il mio mestiere - regia Gaetano Morbioli

### Opere
- Stabat Mater feat. Franco Simone e Gianluca Paganelli - regia di Federico Mudoni
- Tecum feat. Franco Simone e Gianluca Paganelli - regia di Federico Mudoni

## Premi e riconoscimenti
- 2008 - X Factor, primo classificato del talent show (con il gruppo vocale Aram Quartet)[42]
- 2008 - Venice Music Award con Aram Quartet
- 2012 - Premio Roma Videoclip, "Storia d'amore" - regia Antonio Ivagnes.[43]
- 2012 - Terra del Sole Award, storico premio assegnato alle eccellenze pugliesi che accompagna l'ultradecennale Premio Barocco
- 2013 - Premio Roma Videoclip, "Stabat Mater" - regia di Federico Mudoni[44]
- 2014 - Premio Roma Videoclip, "La questione" - regia di Federico Mudoni[45]
- 2015 - 56ª edizione Festival di Viña del Mar, due Gaviotas de Plata per la vittoria della Competencia Internacional come miglior interprete e miglior canzone[46]
- 2021 - Premio Giuseppe Fasano - Grottaglie Città delle Ceramiche[47]